# جایزه بزرگ میامی ۲۰۲۴
جایزه بزرگ میامی ۲۰۲۴ (به‌طور رسمی با نام جایزه بزرگ میامی فرمول ۱ کریپتو دات کام شناخته می‌شود) یک مسابقه اتومبیلرانی فرمول یک بود که در ۵ می ۲۰۲۴ در پیست پیست اتومبیل‌رانی بین‌المللی میامی در میامی گاردنز، فلوریدا، فلوریدا برگزار شد. این جایزه بزرگ ششمین دور از مسابقات فرمول یک فصل ۲۰۲۴ و دومین آخر هفته جایزه بزرگ فصل برای استفاده از فرمت اسپرینت بود.
ماکس فرستاپن از تیم مسابقه رد بول برنده مسابقه اسپریت شد که از خط یک مسابقه را شروع کرده بود. او همچنین برای مسابقه اصلی پول پوزیشن را کسب کرد، اما پس از لاندو نوریس از مک‌لارن، که اولین برد خود را در فرمول یک به دست آورد در جایگاه دوم قرار گرفت. چارلز لکلرکر راننده تیم فراری سوم شد. این مسابقه اولین پیروزی مک لارن از زمان برد دنیل ریکاردو در جایزه بزرگ ایتالیا ۲۰۲۱ بود. این آخر هفته با حضور ۲۷۵۰۰۰ نفر تماشاگر برگزار شد که رکورد جدیدی برای جایزه بزرگ میامی بود.